# Eierhäuschen
Das Eierhäuschen ist ein Berliner Ausflugslokal am Rande des Plänterwalds am Ufer der Spree im Ortsteil Berlin-Plänterwald, Bezirk  Treptow-Köpenick. Es entstand in der zweiten Hälfte des 19. Jahrhunderts und erfreute sich bis 1990 großer Beliebtheit. Der dritte Bau des Eierhäuschens aus dem Jahr 1892 wird nach längerem Verfall seit 2021 schrittweise saniert und wiedereröffnet.
Ab 1880 und um 1936 gab es Lokale ähnlichen Namens.

## Geschichte

### Ursprung und Namensgebung
Überreste einer slawischen Siedlung in unmittelbarer Nähe des Eierhäuschens belegen, dass diese Region an der Spree schon früh besiedelt war. Die Geschichte des eigentlichen Ausflugslokals beginnt mit der Errichtung eines Stapel- und Lagerplatzes für Schiffer (Ablage) um 1820, zu dem sich 1837 eine Schifferkneipe gesellte.
Über die Entstehung des Namens des Lokals gibt es zwei Theorien: Entweder weil der Wächter der Ablage nebenbei Eier an die Spreeschiffer verkaufte, oder weil der Preis eines örtlichen Ruderwettbewerbs aus einem Schock Eier bestanden habe, wurde die Spreeschönheit „so sonderbar benamst“, wie es bei Theodor Fontane heißt.
Im Jahr 1869 zerstörte ein Feuer das Restaurant. Der Pächter ließ es als Fachwerkbau neu errichten. Der Bau ging 1876 in den Besitz der Stadt Berlin über und hieß nun „Altes Eierhäuschen“. Im Jahr 1890 brannte das Gebäude, nun in der Verwaltung des Gastwirt Theodor Lammers, erneut ab.

### Neubau 1890 – 1892

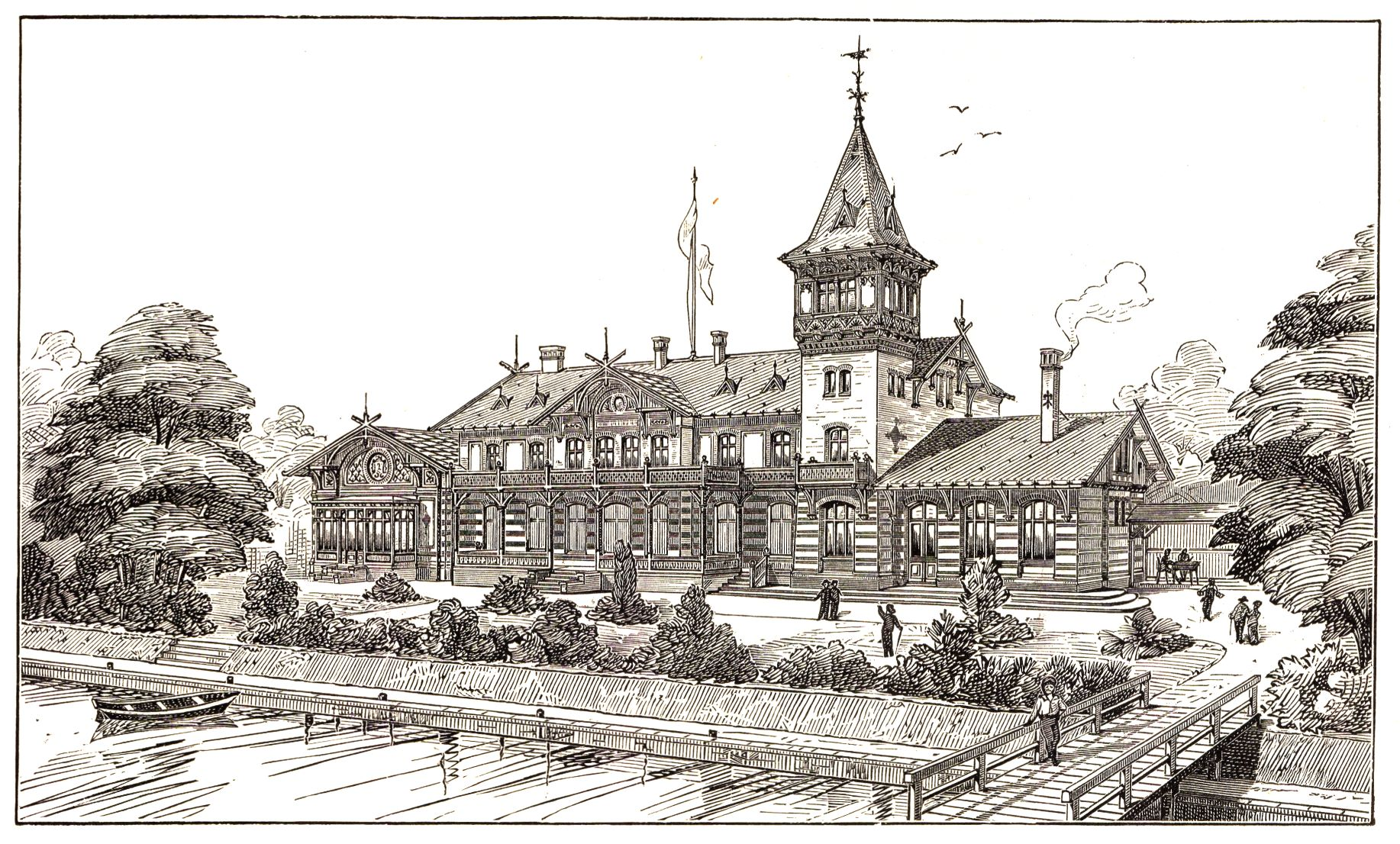
Ansicht um 1896

Nach Entwürfen von Karl Frobenius wurde 1890–1892 am Ort des Alten Eierhäuschens ein dritter Bau mit dem gleichen Namen errichtet. Typisch für den Landhausstil sind die Fachwerkelemente sowie der Turm mit einem Helm. Im Jahr 1902 ließ der Betreiber eine Veranda und einen großen Saal anbauen. Um die Jahrhundertwende und bis nach dem Ende des Ersten Weltkriegs war Wilhelm Andrée der Pächter des stets gut besuchten Lokals. Eigentümer blieb die Stadt Berlin. Im Jahr 1936 wurde für das Alte Eierhäuschen, das dem Bootshaus zugeordnet war, im Adressbuch der Kiehnwerderallee als Pächter Gastwirt Arthur Bieler aufgeführt.

### DDR-Zeit

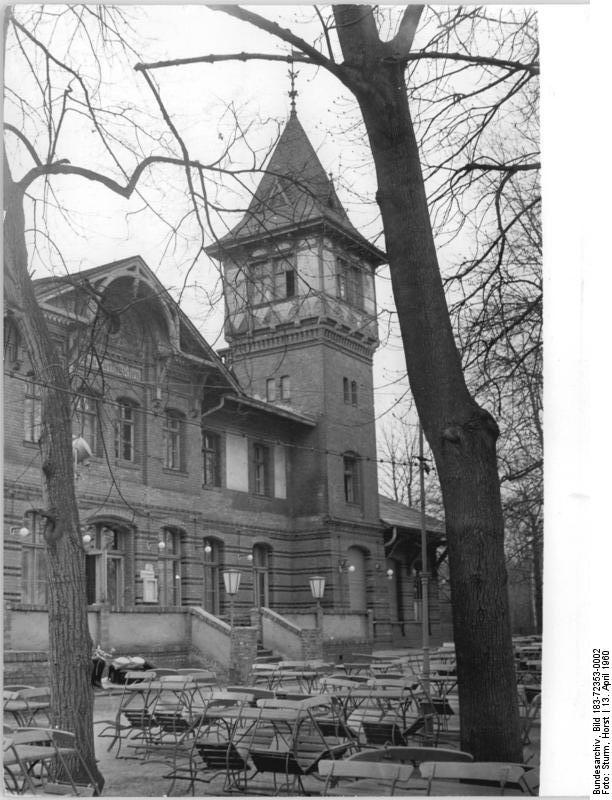
Ansicht 1960

Nach dem Krieg und in der DDR-Zeit bis Anfang der 1970er Jahre zählte das Eierhäuschen zu den beliebtesten Ausflugsgaststätten im Norden des Stadtbezirks Treptow. Teile des Hauses dienten darüber hinaus zeitweilig als Requisitenkammer des Fernsehfunks. 1970 bis 1973 ließ der Rat des Bezirks Treptow das Gebäude rekonstruieren und in Teilen umbauen.

### Nach 1990
Nach der Wende, 1991, wurde das Lokal zusammen mit der Abwicklung des Kulturparks Plänterwald geschlossen. Der Schausteller Norbert Witte aus Hamburg kaufte danach die gesamte Immobilie, machte sich aber nach Insolvenz seines Unternehmens und anschließender Flucht nach Peru 2002 des Drogenschmuggels schuldig. So blieb das Parkgelände brach liegen und das Eierhäuschen unsaniert und dem Verfall preisgegeben. 
Die aus Zeiten des Kulturparks fortbestehende Zuordnung der Gaststätte zur Liegenschaft Spreepark, obwohl sie außerhalb deren Einzäunung liegt, erwies sich bis 2014 als hinderlich für eine Reaktivierung. Eine vom Berliner Abgeordnetenhaus beschlossene Herauslösung der Immobilie aus dem seit Ende 2001 insolventen Spreepark wurde seitens des Berliner Senats nicht umgesetzt, da größere Vermarktungschancen für die Spreepark-Fläche erwartet wurden.

### Sanierungsplanung ab 2014

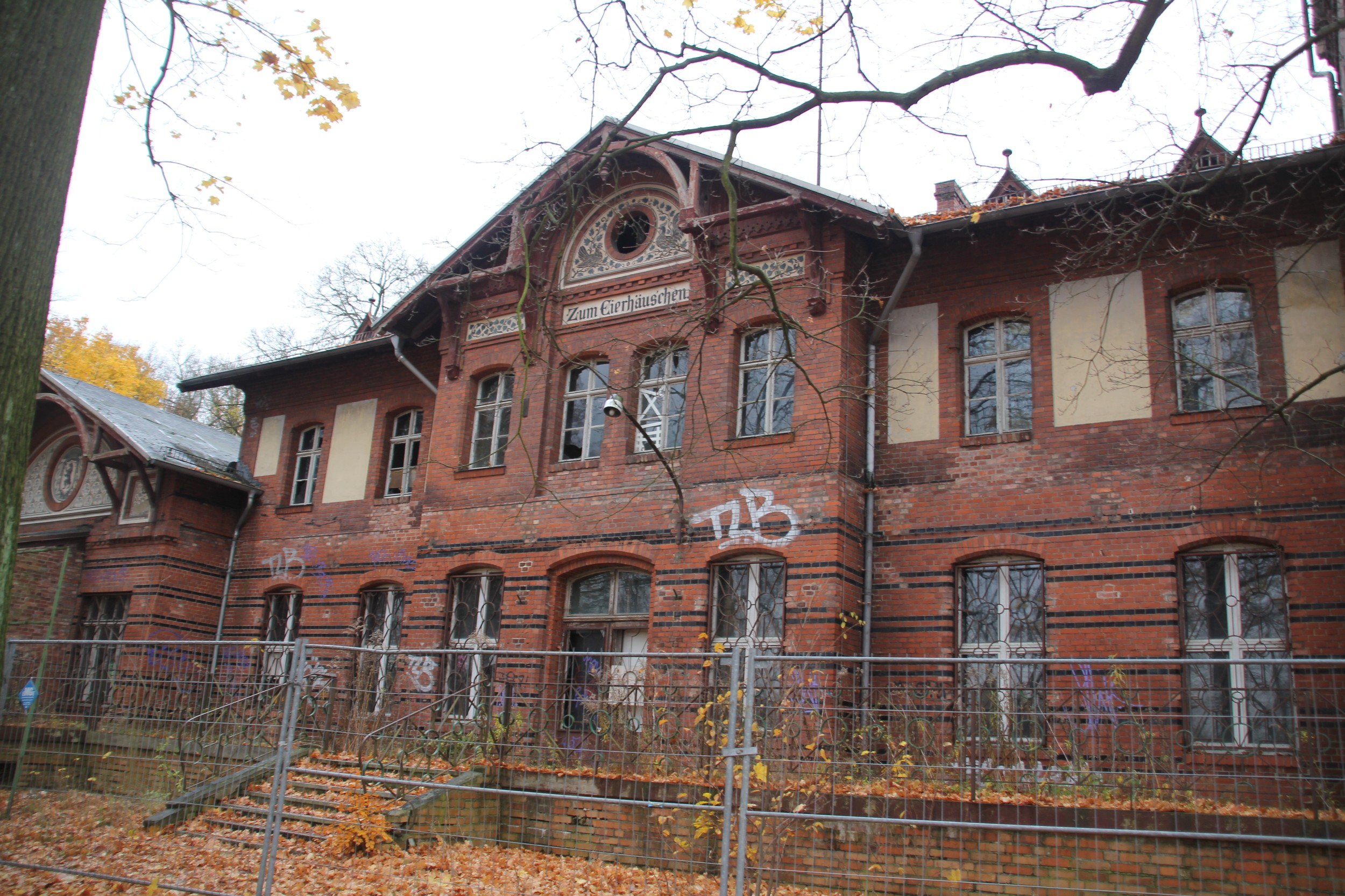
Zustand 2012

Für das stark sanierungsbedürftige denkmalgeschützte Gebäude sollte 2014 durch das Land Berlin und den Bezirk Treptow-Köpenick ein gemeinsames Nutzungskonzept mit dem landeseigenen Spreepark gefunden werden. Bisher war es nur notdürftig vor weiterem Verfall gesichert. Der Berliner Senat stellte ab 2015 zehn Millionen Euro „für Investitionen auf dem Gelände des Spreeparks und hier insbesondere für die Sanierung des sogenannten Eierhäuschens“ bereit. Ende des Jahres 2015 begann die Senatstochterfirma Grün Berlin mit konkreten Planungen und ersten Arbeiten. Von der Gesamtsumme entfielen nach dem Willen des damaligen Berliner Finanzsenators Matthias Kollatz-Ahnen sieben Millionen auf das ehemalige Ausflugslokal, das seine ursprüngliche Gestalt zurückerhalten sollte.
Im zweiten Quartal 2018 sollte die bauliche Wiederherstellung abgeschlossen werden. Nach Wiedereröffnung sollte das Gebäude als Residenz für Künstler („Artists in Residence“ in den Obergeschossen) dienen, die zugleich hier temporäre Kunstwerke für den Park erschaffen sollten. Diese Zeitplanungen waren zu ambitioniert. Der Rahmenplan vom Frühjahr 2018 sah daher vor, das Eierhäuschen mit Gastronomie und einem Biergarten sowie den Künstler-Unterkünften im Jahr 2021 fertigzustellen. Die geplante „nutzungsneutrale und denkmalgerechte Grundsanierung“ machte jedoch Schwierigkeiten, weil der Bauzustand schlechter als vorab ermittelt war und weil der Wechsel des Betreibers von der ehemals landeseigenen Immobiliengesellschaft BIM auf Grün Berlin GmbH höhere Bauanforderungen verursachte. Bis zur Realisierung der Pläne sollte noch eine Wirtschaftlichkeitsprüfung stattfinden. 
Die denkmalgerechte Sanierung sollte unter Verantwortung der DHL-Architekten Detlev-Höink-Langguth aus Berlin erfolgen.

### Ab 2021 schrittweiser Umbau und Wiedereröffnung

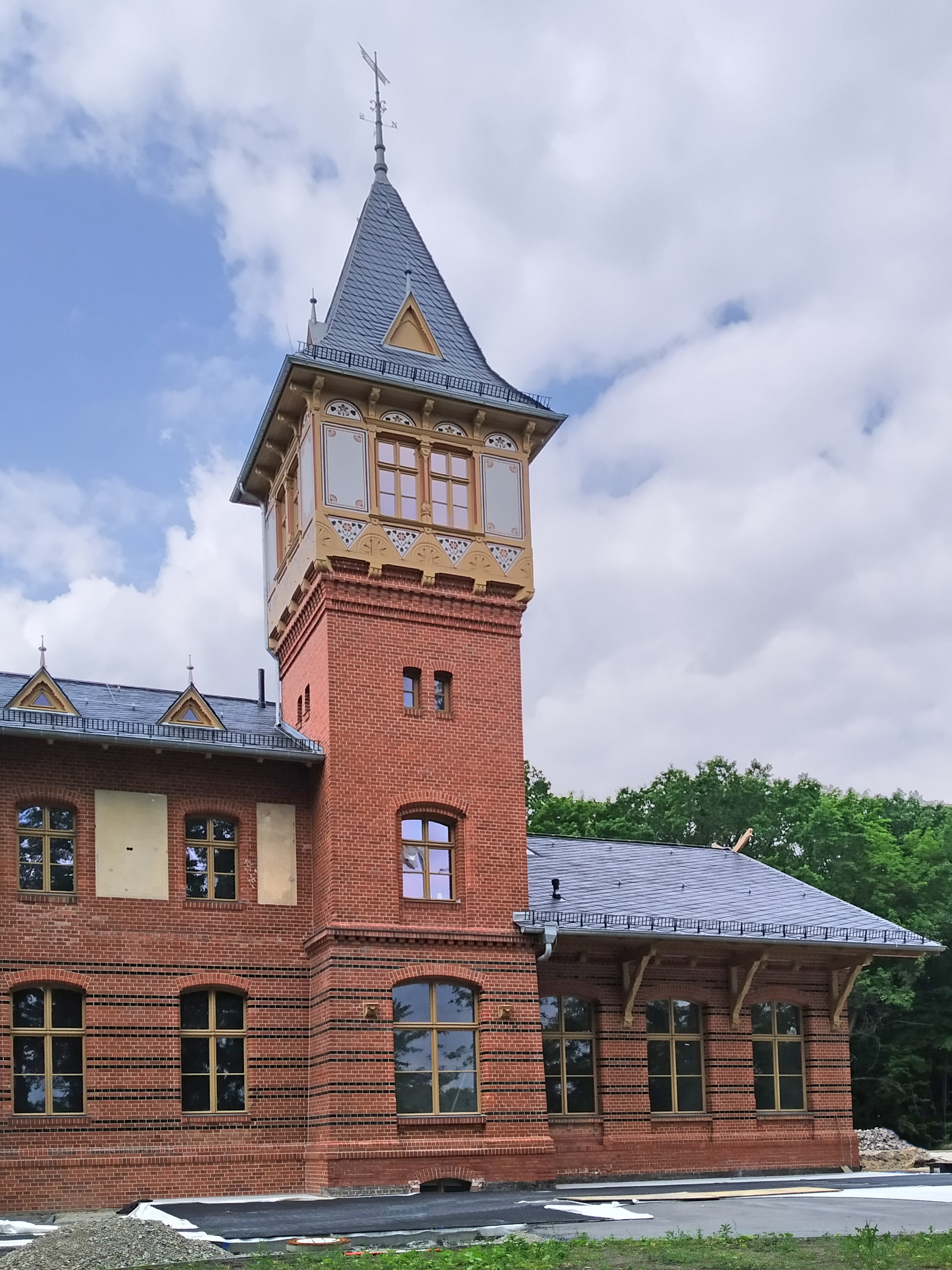
Nach der Sanierung

Im Jahr 2021 wurden die Pläne noch einmal konkretisiert, nachdem seit 2018 auch Bürger beteiligt waren. Die Arbeiten begannen wie geplant. Am 18. Mai 2023 wurde der erste Bauabschnitt abgeschlossen sowie der Biergarten mit einer Gesamtfläche von 6500 Quadratmetern mit Plätzen für 360 Personen eröffnet. Den Kindern von Besuchern steht ein nebenan neu angelegter Spielplatz zur Verfügung. Die Kosten für die als „erste Bausteine des Spreeparks der Zukunft“ bezeichneten Maßnahmen betrugen rund 3,3 Millionen Euro. 
Als nächste Etappe konnte im Sommer 2023 ein neuer Schiffsanleger in Betrieb genommen werden. Zur besseren Erreichbarkeit des Eierhäuschens sollte außerdem das Rad- und Fußwegenetz über Wasserweg, Pionierweg und Dammweg deutlich ausgebaut werden.

## Architektur

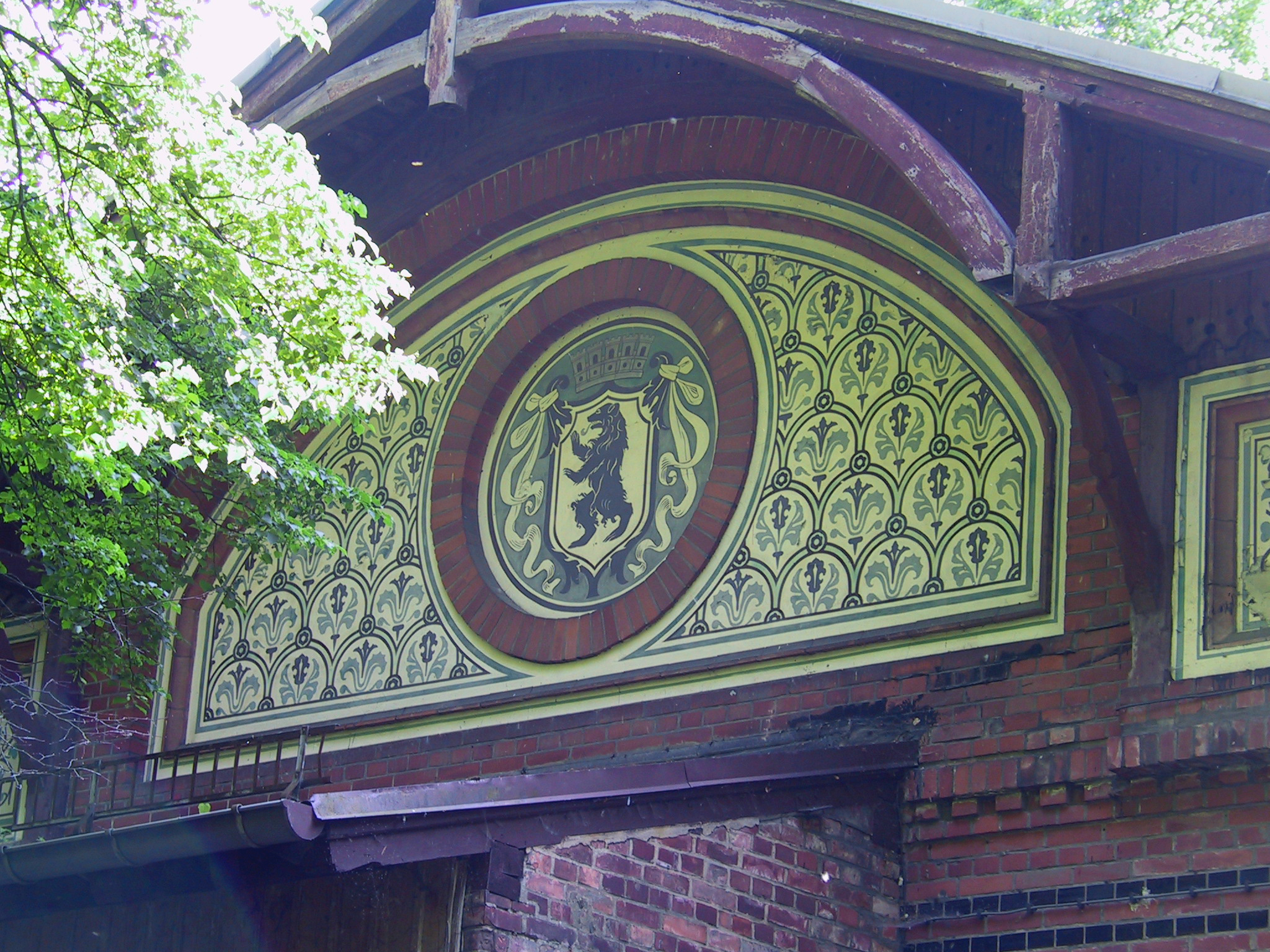
Giebelschmuck

Das Gebäude besitzt einen mehrfach gegliederten rechteckigen Grundriss und sein Mittelstück ist zweigeschossig. Die Fassade besteht aus unverputzten Backsteinen, regelmäßig gegliedert durch längs betonte Doppelstreifen aus schwarz glasierten Steinlagen. Die zweiflügeligen Fenster sind weiß oder farbig gerahmt und ihr oberer Abschluss ist leicht gerundet. Das Satteldach ruht auf fachwerkähnlichen Dachkonstruktionen, zur Spitze des Giebels mit weißen Ornamenten ist auf einer Seite ein gerahmtes Rundfenster eingearbeitet, auf der anderen Seite wurde anstelle des Fensters das Berliner Wappen platziert. Über den Fenstern trägt die Fassade querrechteckige weiße Ornamentstreifen, mittig zur Wasserseite hin findet sich der Schriftzug Zum Eierhäuschen. Das Ziertürmchen mit quadratischer Grundfläche ist asymmetrisch in das Bauwerk eingefügt, etwa 8 m hoch und mit einem Pyramidendach versehen. Außen sind einige Fassadenelemente unterhalb der symmetrisch angeordneten Doppelfenster ebenfalls wie Fachwerk gestaltet. Halbrund-Erker gliedern Räume zum Inneren hin.

## In der Literatur
In dem Roman Der Stechlin (1897) des Schriftstellers Theodor Fontane wird das Eierhäuschen zu einem Schauplatz des 14. Kapitels. Fontane besuchte es selbst regelmäßig.

## Lokale ähnlichen Namens
Im Berliner Adressbuch der 1880er Jahre ist neben dem Alten Eierhäuschen das Neue Eierhäuschen genannt, das nicht der Stadt Berlin, sondern dem Gastwirt Franz Jachmann gehörte. Das Neue Eierhäuschen wurde in den 1890er Jahren von dessen Sohn Julius Jachmann weitergeführt. Beide Namensformen fanden sich jedoch noch weiterhin im Adressbuch. Das Neue Eierhäuschen befand sich zum Beginn des 20. Jahrhunderts im Eigentum und in der Bewirtschaftung von Gastwirt F. Müller.
Im Adressbuch der Kiehnwerderallee werden 1836 das Kleine Eierhäuschen und das Große Eierhäuschen genannt, deren Pächter Gastwirt Alfred Werdermann war.